# Tripteris oppositifolia
Tripteris oppositifolia là một loài thực vật có hoa trong họ Cúc. Loài này được (Aiton) B.Nord. miêu tả khoa học đầu tiên năm 1994.